# Crónica de Hustyn

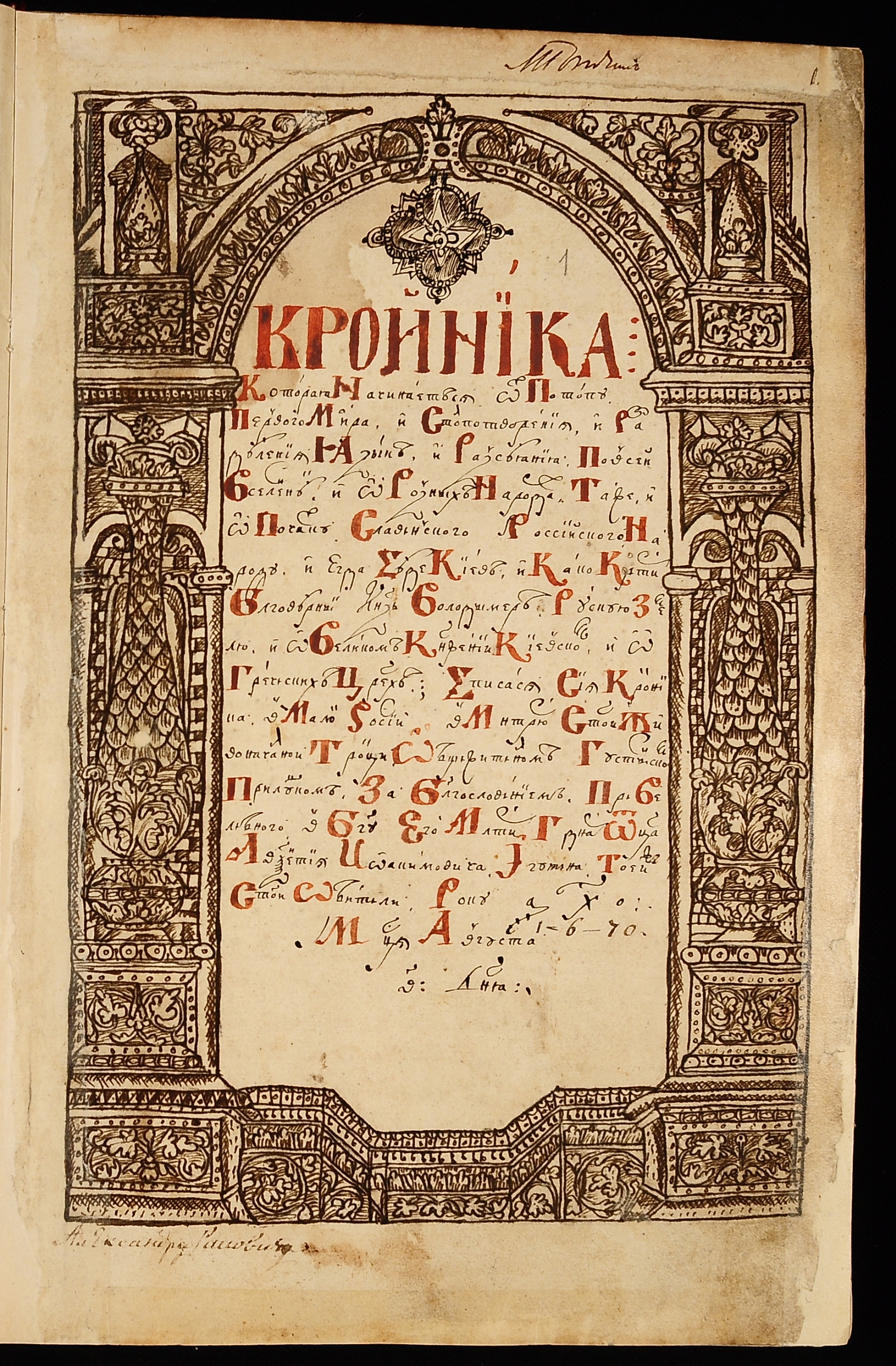
Crónica de Hustyn o Anales del Monasterio de Hustyn

La Crónica de Hustyn es una crónica del siglo XVII que detalla la historia de Ucrania hasta 1598. Fue escrita en eslavo eclesiástico, probablemente por Zacharias Kopystensky.
La Crónica abarca la relación de Ucrania con el Gran Ducado de Moscú y el Gran Ducado de Lituania, el impacto de los turcos y tártaros y el origen de los cosacos. Termina con la introducción del calendario gregoriano (1582) y la Unión de Brest (1596).